# التراث والحداثة (كتاب)
التراث والحداثة - كتاب للمفكر والفيلسوف المغربي "محمد عابد الجابري"، ظهر الكتاب في طبعته الأولى عام 1991م، عن مركز دراسات الوحدة العربية، وطبعة أخرى
في ذات العام عن المركز الثقافي العربي. وتوالت بعد ذلك عدة طبعات للكتاب (الطبعة الثانية عام 1999م، الطبعة الخامسة عام 2015م، الطبعة السادسة عام 2020م)

## عن الكتاب
يضم هذا الكتاب مجموعة من الدراسات والمناقشات التي أنجزت في أوقات متباعدة،وتناولت موضوعات مختلفة. ولكنها جميعًا تدور حول مسألة رئيسية واحدة، وهي: مسألة المنهج والرؤية في الدراسات التراثية، وقد تم ترتيبها حسب نوع علاقاتها به. ففي القسم الأول أدرج الجابري مجموعة من الأبحاث، يتناول بعضها مسألة المنهج والرؤية تناولاً مباشرًا تنظيرً وتطبيقًا، في حين يطرح بعضها الآخر ضرورة الانخراط الواعي في الفكر العالمي المعاصر، بغرض الاستفادة من المناهج الحديثة والتفتح على رؤى جديدة، أما عن الأبحاث المدرجة في القسم الثاني فهي عبارة عن دراسات قطاعية أو تطبيق ميداني للمنهج الذي اختاره المؤلف. وحيث أن أعمال هذا المجال قد حظيت بمناقشة عدد من الأساتذة في المشرق والمغرب، فقد خصص الجابري القسم الثالث والأخير من هذا الكتاب لنصوص حوار ومناقشات جرت بينه وبين بعض زملاءه محتفظًا بنصها كما هو منشور في بعض المجلات الفكرية. وتمثل هذه النصوص أهمية خاصة من حيث كونها تتضمن توضيحات لمسائل أثيرت على سبيل الأستفهام أو الاعتراض، كما أنها تقدم وجهات نظر تختلف قليلًا أو كثيرًا عن وجهة نظر الجابري، مما يغني الموضوع ويفتح آفاقًا جديدة أمام القاريء.
وعن تحديد موقع الكتاب من مؤلفات الجابري، فهو يمثل الكتاب الثالث في سلسلة ظهر الأول منها عام 1977م تحت عنوان "من أجل رؤية تقدمية لبعض مشكلاتنا الفكرية والتربوية"، وظهر الثاني عام 1980م تحت عنوان "نحن والتراث: قراءة معاصرة في تراثنا الفلسفي" ومع أن هذه الكتب الثلاثة ليست أجزاء لمؤلف واحد، ومع أنها تضم دراسات وأبحاثًا أنجزت في حقب زمنية متباعدة، إلا أنها مسكونة بهاجس واحد، هاجس العمل على بلورة رؤية جديدة لتراثنا العربي الإسلامي باصطناع منهجية حديثة في البحث والفهم والإفهام.
وعن القسم الثالث من الكتاب الذي يتضمن نصوصًا لمجموعة من المناقشات والحوارات التي دارت بين الجابري وأطراف أخري، ففي الفصل الحادى عشر نجد حوارًا بين الجابري ومجلة الثقافة الجديدة بالمغرب في عددها رقم 21 لعام 1981م، وقامت المجلة بطرح مجموعة من التساؤلات على المفكر الفيلسوف محمد عابد الجابري، والتي جاءت على النحو التالي: هل هناك فعلاً ضرورة ما للفلسفة في العالم العربي، أم أنها شيء زائد لا فائدة من وراءه؟ ، هل يمكن أعتبار الهجوم على الفلسفة في الوضع الراهن مشابهً للهجوم عليها بالعالم العربي في العصور الوسطى، أم اعتباره امتدادًا لوضع الفلسفة الحالي في أوربا وفرنسا على الخصوص؟، إلى أي حد يمكن القول أن ثمة علاقة بين الفلسفة والعلم من خلال قول باشلار: العلم لا يتقدم إلا من خلال أخطائة؟ وذلك مع ربط السؤال بالوضع الفلسفي في الوطن العربي. جعل الفلسفة مرادفة للعقلانية وللروح النقدية، من حيث ضرورتها للمجتمعات العربية الآن، بقودنا إلى طرح السؤال التالي: إذا كانت هذه المجتمعات محتاجة للعقلانية والفكر النقدي، فكيف حصل ان كان جيل التيارات الفلسفية المنتشرة في الوطن العربي تيارات لاعقلانية، تمشي في اتجاه معاكس لحاجة المجتمع؟، إذا كانت البنية الفكرية المتخلفة السائدة في الوطن العربيتؤثر من جهة فتنشر فكرً لاعقلانيًا، وتؤثر من جهة أخرى حتي في الفكر الذي يود أن يكون عقلانيًا فتحرفه لكي يأخذ اتجاهًا غير عقلاني، فكيف يمكن الخروج من هذا الدور؟ هل يمكن أن يوجد خارج أسوار الجامعة والمدارس حركة تبشر بنوع من تأسيس تقاليد الخطاب الفلسفي في الوطن العربي؟ وفي الفصل الثاني عشر من الكتاب وتحت عنوان " نقد العقل العربي في مشروع الجابري" نشرت مجلة الوحدة في عام 1986م وقائع الندوة بمشاركة كل من: محمد عابد الجابري، محمد وقيدي، سعيد بنسعيد، سالم يفوت، كمال عبد اللطيف، محمد نور الدين أفاية، محيي الدين صبحي. وفي الفصل الثالث عشر المعنون بــ"وجهًا لوجه" والذي نشرته مجلة العربي في عام 1989م، وهو عبارة عن حوار ثنائي مباشر بين محمد عابد الجابري من طرف، وفهمي جدعان من الطرف الآخر. وفي الفصل الرابع عشر والأخير والذي جاء تحت عنوان "العقل السياسي العربي" فهو عبارة عن ندوة عقدها مركز دراسات الوحدة العربية بمكتبه بالقاهرة لمناقشة كتاب الجابري "العقل السياسي العربي" وكان ذلك في أكتوبر عام 1990م، بمشاركة كل من: محمد عابد الجابري، محمود أمين العالم، محمود عبد الفضيل، السيد يسين.

## محتويات الكتاب
ينقسم الكتاب إلى ثلاثة أقسام تتضمن جميعها 14 فصلًا، بالإضافة إلى المقدمة، وبيان هذا المحتوى كالتالي:

### القسم الأول: مسألة المنهج والرؤية
- الفصل الأول: ما التراث؟ .. وأي منهج؟
- الفصل الثاني: في البحث عن رؤية جديدة: التراث والفكر العالمي المعاصر.
- الفصل الثالث: قراءة عصرية للتراث- منهج وتطبيق.
- الفصل الرابع: الاستشراق في الفلسفة، منهجً ورؤية.
- الفصل الخامس: التاريخ والفلسفة، ملاحظات حول إشكالية الأصالة والمعاصرة.

### القسم الثاني: دراسات تطبيقية
- الفصل السادس: خصوصية العلاقة بين اللغة والفكر في الثقافة العربية.
- الفصل السابع: فكر الغزالي، مكوناته وتناقضاته.
- الفصل الثامن: قرطبة ومدرستها الفكرية.
- الفصل التاسع: النزعة البرهانية في المغرب والأندلس.
- الفصل العاشر: نظرية ابن خلدون في الدولة العربية.

### القسم الثالث: مناقشات
- الفصل الحادي عشر: لأن العقلانية ضرورة.
- الفصل الثاني عشر: نقد العقل العربي في مشروع الجابري.
- الفصل الثالث عشر: وجهًا لوجه.
- الفصل الرابع عشر: العقل السياسي العربي.